# Kold tyrker
Udtrykket kold tyrker bruges, når nogen aflægger en vane eller afhængighed øjeblikkeligt i modsætning til en gradvis aflæggelse eller nedtrapning. Udtrykket er en undersættelse af det engelske udtryk cold turkey, der hentyder til at denne type afvænning (typisk fra narkotika) kan give gåsehud, så en mere korrekt oversættelse ville være "kold kalkun".